# Strings (Unix)
Nos softwares, strings é um programa em sistemas operacionais Unix-like que localiza e imprime cadeias de texto embutidos em arquivos binários, como executáveis. Ele pode ser usado em arquivos de objetos e core dump.